# IC 3171
IC 3171 је елиптична галаксија у сазвјежђу Береникина коса која се налази на листи објеката дубоког неба у Индекс каталогу.
Деклинација објекта је + 25° 33' 40" а ректасцензија 12h 20m 24,0s. Привидна величина (магнитуда) објекта IC 3171 износи 13,7 а фотографска магнитуда 14,7. IC 3171 је још познат и под ознакама MCG 4-29-65, CGCG 128-78, NPM1G +25.0285, PGC 39796.